# Carrara
Carrara ist eine italienische Stadt mit 59.757 Einwohnern (Stand 31. Dezember 2023) in der Provinz Massa-Carrara in der Region Toskana.
Bekannt ist Carrara durch seinen weißen Marmor, den Carrara-Marmor, der in den nahegelegenen Steinbrüchen abgebaut wird, sowie für seine Bildhauerakademie, die Accademia di Belle Arti di Carrara.

## Geografie

Lage von Carrara in der Provinz Massa-Carrara

Carrara liegt in den Apuanischen Alpen im südlichen Teil der Provinz Massa-Carrara. Die Stadt liegt am Tyrrhenischen Meer (Marina di Carrara) ca. 100 Kilometer nordwestlich der Regionalhauptstadt Florenz, ca. 6 km nordwestlich von Massa in der klimatischen Einordnung italienischer Gemeinden in der Zone D, 1 601 GG. Westlich grenzt Carrara an die Provinz La Spezia, die zur Region Ligurien gehört.
Wichtige Gewässer in der Gemeinde sind die Sturzbäche (Torrenti) Carrione, dessen 12 km komplett auf dem Gemeindegebiet verlaufen, und Gragnana (5 km), der ebenfalls das Gemeindegebiet nicht verlässt.
Zu den Ortsteilen zählen Bedizzano (276 m, ca. 800 Einwohner), Bergiola (494 m, ca. 400 Einwohner), Castelpoggio (547 m, ca. 360 Einwohner), Codena (260 m, ca. 750 Einwohner), Colonnata (532 m, ca. 270 Einwohner), Fontia (330 m, ca. 200 Einwohner), Gragnana (219 m, ca. 920 Einwohner), Marina di Carrara (10 m, ca. 15.400 Einwohner), Miseglia (240 m, ca. 450 Einwohner), Noceto (400 m, ca. 70 Einwohner), Sorgnano (274 m, ca. 390 Einwohner) und Torano (150 m, ca. 670 Einwohner).
Die Nachbargemeinden sind Fivizzano, Fosdinovo, Luni (SP), Massa und Sarzana (SP).

## Geschichte

### Frühgeschichte
Die Region um Carrara ist ein altes Siedlungsgebiet und auf Grund archäologischen Fundmaterials kann angenommen werden, dass es im Paläolithikum besiedelt war. Aus der Zeit um 2500 v. Chr. ist bekannt, dass die Bewohner des apuanischen Gebiets begannen, ihre Toten in Grotten zu bestatten, und etwa nach 1000 v. Chr., in der späten Bronzezeit, waren Ackerbau und Viehzucht vorherrschend. Die Bewohner lebten in geschützten Lagen in Hüttendörfern und wurden nach mündlichen Überlieferungen Castallari genannt. Im 7. bis 6. Jahrhundert v. Chr. wurde das Gebiet stärker besiedelt, und durch die eindringenden Kelten änderte sich auch der bisher vorherrschende kulturelle Einfluss in der Eisenzeit.
Erste Belege für eine Marmorbearbeitung befinden sich im Museo Nazionale in Luna aus dem 2. Jahrhundert v. Chr. an einer Basis für die Statue des Claudius Marcellus. Dieser römische Konsul hatte 155 v. Chr. die ligurischen Apuaner endgültig besiegt. Nordöstlich der heutigen Stadt Carrara lag Luna, eine römische Kolonie, die 177 v. Chr. gegründet wurde und die heute nahe dem Ort Luni Mare, einem Ortsteil der Gemeinde Luni in der Provinz La Spezia liegt. Durch die nahegelegenen Steinbrüche erlangte die Stadt Luna große wirtschaftliche Bedeutung, und erst nach der endgültigen Verlandung des Hafens am Fluss Magra, nach kriegerischen Übergriffen und durch die sich ausbreitende Malaria wurde das zum Bischofssitz erhobene Luna im 11. Jahrhundert weitgehend verlassen.

### Geschichte vom Mittelalter bis zum 19. Jahrhundert

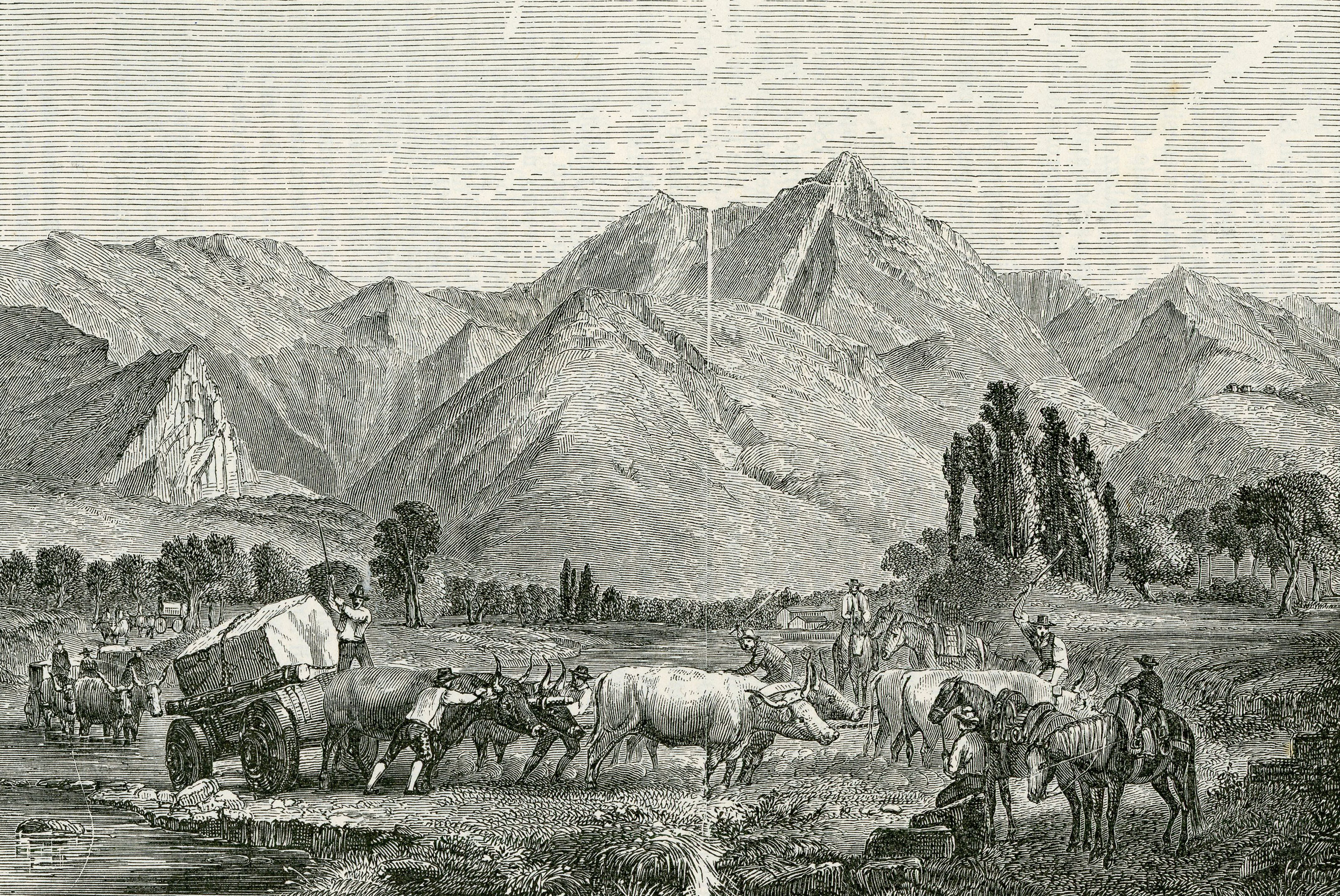
Marmor-Transport im 19. Jahrhundert

Erst um 1000 gründeten Bauern den Weiler Cararia, den Vorläufer der heutigen Stadt Carrara, und gegen 1250, so wird angenommen, könnte die Wiedereröffnung der Steinbrüche für den Bau der Pfarrei von Carrara erfolgt sein, da hierfür Marmor benötigt wurde. Von 1185 bis 1313 herrschte in Carrara der Fürstbischof von Luna und von 1313 bis 1493 die Gemeinde Carrara. Der erste Nachweis für die Verwendung des Bildhauermaterials Statuario aus Carrara ist ein Genueser Auftrag aus dem Jahre 1265. Carrara wurde im 13. Jahrhundert, möglicherweise schon vor dieser Zeit, als freie Gemeinde verwaltet, und es sollen sich in jener Zeit bis zu 400 freie Einwohner und keine Abhängigen dort befunden haben, die die Macht des Bischofs schwächten.
Für den Bau der Kathedrale von Pisa besuchten die Baumeister und Steinmetzen den Ort Carrara, und Anfang des 15. Jh. kam der Bildhauer Maffiolo da Como, ein lombardischer Steinmetz, der in Genua lebte, nach Carrara und arbeitete dort, während vorher die Rohblöcke vor Ort auf der jeweiligen Baustelle bearbeitet wurden. Mitte des 15. Jahrhunderts bilden die Steinmetzen Carraras erstmals eine Kooperation. Im Jahre 1473 übernahm der Markgraf Giacomo Malaspina von Massa die Macht in Carrara, die zuvor verschiedene Adelige ausgeübt hatten.
Alberico II., Fürst von Massa und Markgraf von Carrara, fasste Carrara ab 1664 mit Massa als das Herzogtum Massa und Carrara zusammen, das 1859 letztlich im Königreich Italien aufging. Bei den Einigungsbestrebungen in Italien schlugen sich die Arbeitnehmerschaft und die liberale Bürgerschaft Carraras auf die Seite der Republikaner. Nach der Einigung Italiens stieg die Marmorproduktion an, und die Anzahl der Steinarbeiter verdoppelte sich auf 10.000. Der Export wurde allerdings durch den amerikanischen Sezessionskrieg und hohe Schutzzölle in Europa behindert.
Im 19. Jahrhundert war Carrara das Zentrum der Steinbearbeitung schlechthin und der Ort prosperierte; zahlreiche technische Erfindungen wurden gemacht. Beispielsweise erfand 1815 der Arbeiter Giuseppe Perugi die Steinsäge mit mehreren Sägeblättern, die erste Gattersäge für Naturstein, die von schnell laufenden Wasserrädern angetrieben wurde. 1894 scheiterte ein anarchistischer Aufstand, die beteiligten Steinbrucharbeiter flohen nach Barre im US-Bundesstaat Vermont, führten dort ihr Handwerk fort und überwiesen Geld in die italienischen Streikkassen. 1895 setzte der Industrielle Adolfo Corsi in Carrara erstmals die Seilsäge „mit einem Spiraldrahtseil [ein], das nach belgischem Vorbild mit einem Dieselmotor angetrieben wurde“.

### Geschichte ab dem 20. Jahrhundert
Der Beginn des Ersten Weltkriegs wirkte sich auf Carrara wirtschaftlich fatal aus, denn er brachte das Erliegen der Marmorproduktion mit sich. Die Weltwirtschaftskrise der 1930er Jahre verringerte dann die langsam wieder anlaufende Produktion um die Hälfte. Die Folgen des Abessinienkrieges und die daraus resultierenden Absatzeinbußen bei Carrara-Marmor versuchte die faschistische Regierung Mussolinis durch Erteilen von Monumentalaufträgen wie den Aufbau des Mussolini-Forums (heute Foro Italico) mit dem Mussolini-Obelisk in Rom zu bewältigen. Derartige monumentale Aufträge änderten allerdings die wirtschaftliche Lage Carraras kaum.
In der Zeit des italienischen Faschismus wurde Carrara 1938 mit den Städten Massa und Montignoso zur Gemeinde Apuania zusammengefasst. Diese Gemeinde wurde 1946 wieder aufgelöst. Der Zweite Weltkrieg brachte nicht nur die Marmorproduktion zum Erliegen; die deutsche Wehrmacht zerstörte im Kampf gegen Partisanen in den Jahren 1944/45 auch größtenteils die Einrichtungen in den Steinbrüchen. Zwischen Massa und Carrara führte die Verteidigungslinie der Wehrmacht, die sogenannte Gotenstellung, hindurch. In dem kleinen Vorort von Carrara Bergiola Foscalina verübte die Waffen-SS und Schwarze Brigaden das Massaker von Bergiola Foscalina mit 71 Toten. Unweit von Carrara fand das Massaker von Fivizzano mit etwa 400 ermordeten Personen wie auch das Massaker von Sant’Anna di Stazzema mit mehr als 500 Ermordeten statt. Am erbitterten Widerstand gegen die deutschen Besatzer war ein Großteil der Bevölkerung, die Arbeitnehmerschaft und vor allem Frauen beteiligt, die durch den Frauenaufstand von Carrara verhinderten, dass die gesamte Zivilbevölkerung aus dem Stadtgebiet Carrara geräumt wurde. Dabei spielten Anarchosyndikalisten, die ab Ende des 19. Jahrhunderts in Carrara unter den Steinbrucharbeitern stark vertreten waren und Carrara zu einem der Weltzentren des Anarchismus gemacht hatten, eine große Rolle. Dass Carrara eine Anarchisten-Hochburg war und noch heute ist, kann man an zahlreichen Gedenktafeln und Denkmälern für Anarchisten und daran erkennen, dass in der Stadt 1968 die Internationale der Anarchistischen Föderationen gegründet wurde.

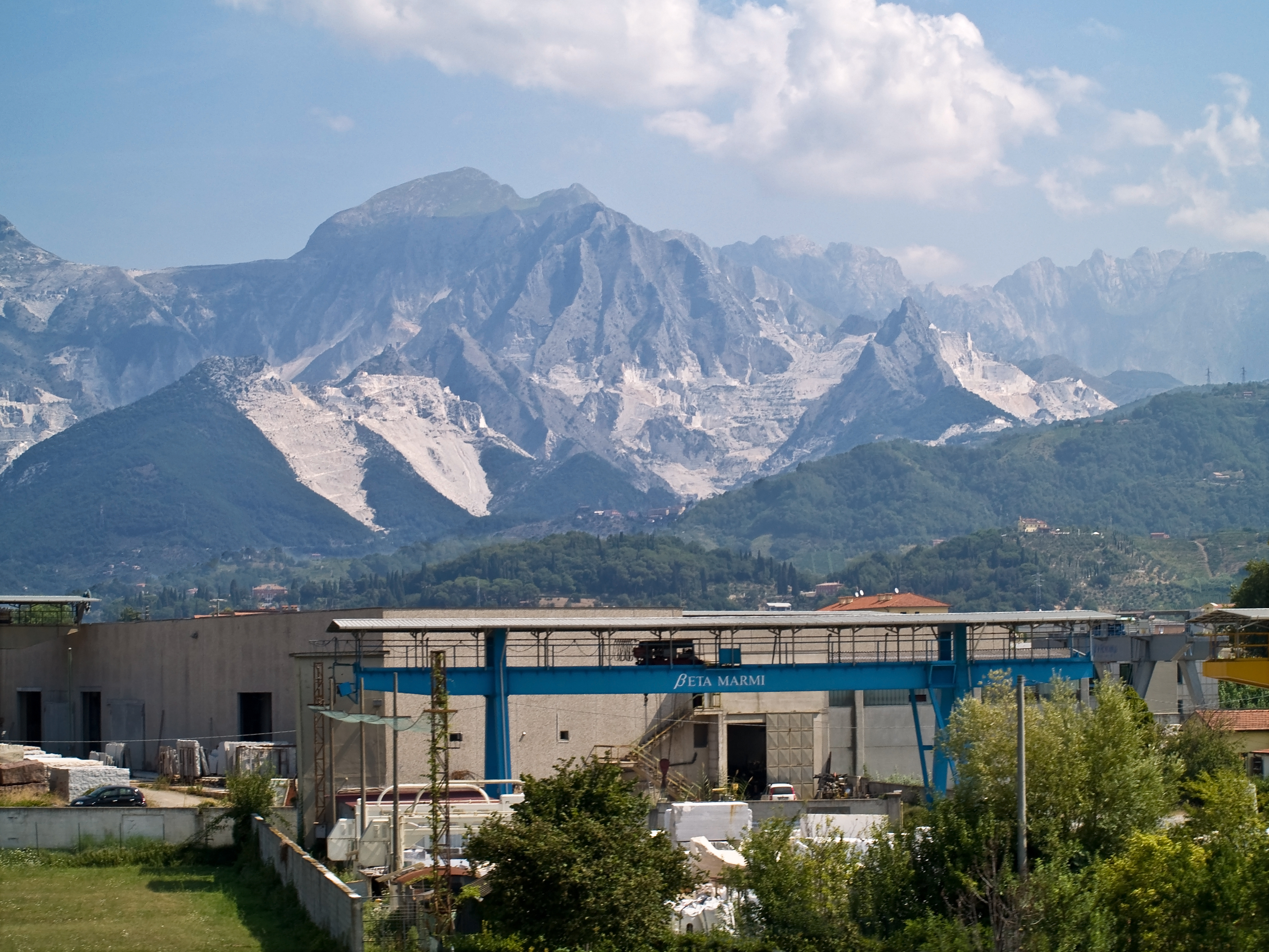
Carrara und die Marmor-Steinbrüche. Im Vordergrund ein Betrieb der Steinverarbeitung

Durch den Wiederaufbau nach Kriegsende und den europäischen Bauboom in den 1960er Jahren stieg das Produktionsvolumen der Steinbrüche auf 500.000 Tonnen an, und die wirtschaftliche Situation Carraras verbesserte sich.
Heutzutage muss sich Carrara nicht nur gegenüber dem Stein verarbeitenden Zentrum um Verona im eigenen Land behaupten, sondern auch gegenüber solchen Zentren in China, Indien und Brasilien. Die Finanzkrise von 2008 wirkte sich auch in einem starken Rückgang der Umsätze der Stein verarbeitenden Betriebe Carraras aus, die großteils exportorientiert sind, mit entsprechenden Auswirkungen auf die wirtschaftliche Situation der Stein verarbeitenden Betriebe, deren Arbeitsplätze und die Stadtentwicklung.
Zwischen 2014 und 2015 starben insgesamt sechs Arbeiter in den Marmorbrüchen, weshalb die Arbeitsbedingungen kritisiert werden. Im April 2016 kam es zu einem 2000-Tonnen Felsrutsch, möglicherweise ausgelöst durch Abbauarbeiten, bei dem zwei Arbeiter verschüttet wurden und starben.

## Sehenswürdigkeiten

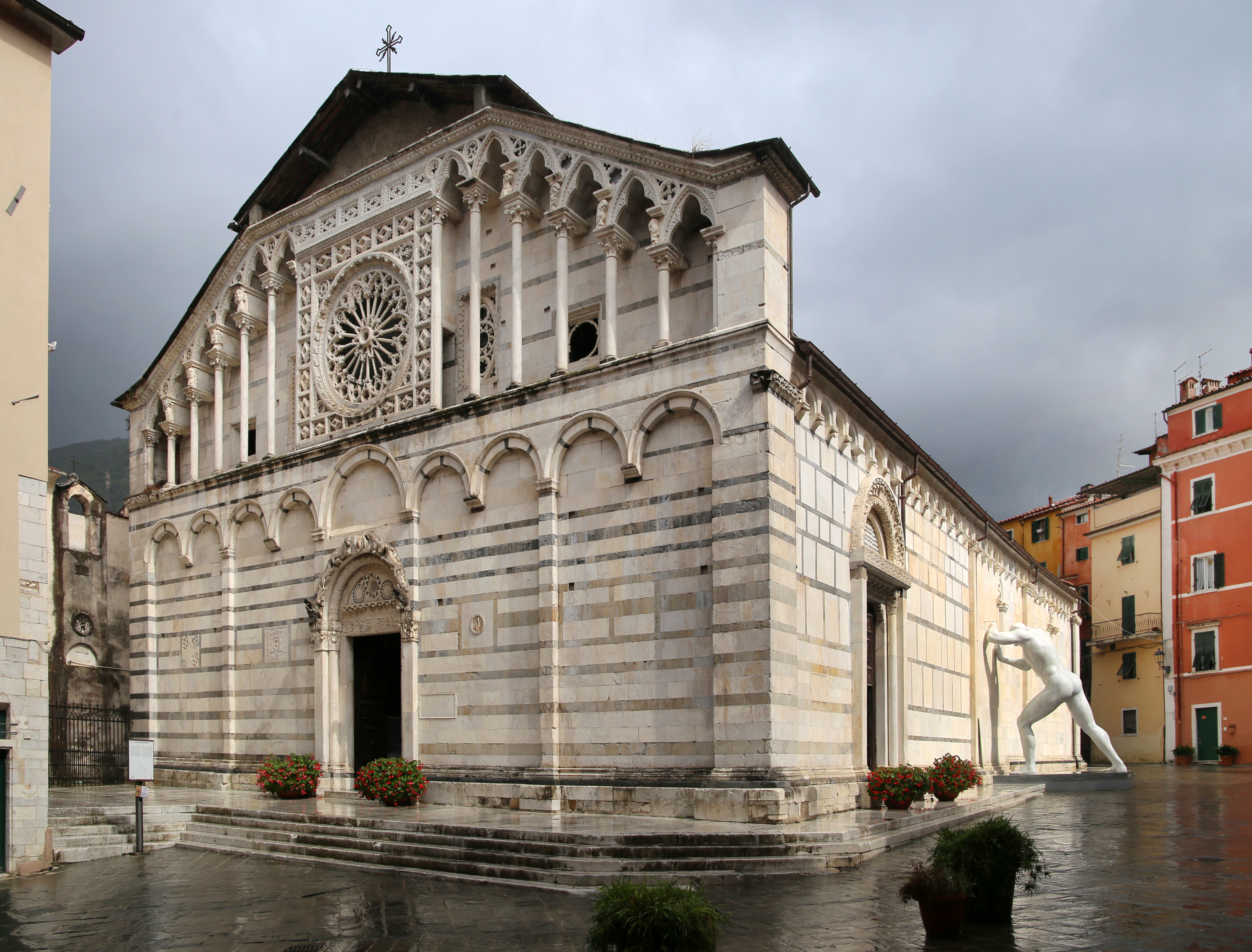
Der Dom von Carrara

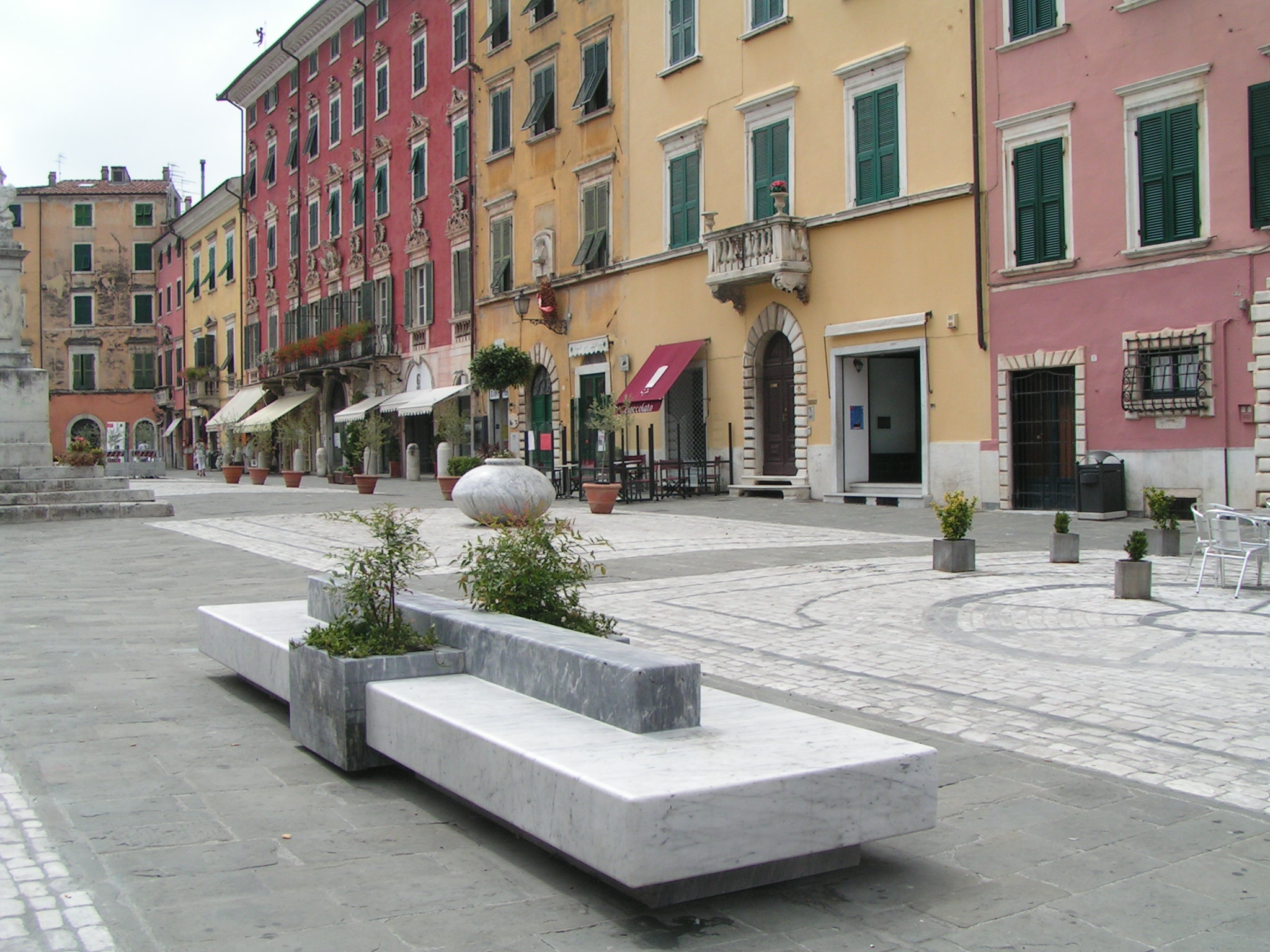
Sitzbank und Pflanzenbehälter aus Marmor auf der Piazza Alberica

Die Stadt Carrara liegt westlich vor den Apuanischen Alpen, auf deren Ausläufer sich ein Teil der Stadt erhebt.
Die historische Ortsmitte ist die Piazza Alberica, auf der zahlreiche Kundgebungen der politischen Kräfte Carraras stattfanden, ein weiterer großer Platz ist die Piazza Farini, heute Piazza Matteotti, mit klassizistischen Bauten aus dem 18. Jahrhundert.
In Carrara befindet sich der Dom Sant’Andrea Apostolo (auch Cattedrale di Sant’Andrea oder Dom von Carrara genannt), der zwischen dem 12. und 15. Jahrhundert mit lombardischen und toskanischen Stileinflüssen errichtet wurde. Dabei wurden alle Bausteine, außer den ornamentierten Bauteilen, aus Carrara-Marmor gehauen.
Weitere wichtige Kirchen im Ortskern sind die Chiesa di San Francesco (im 17. Jahrhundert entstanden) und die Chiesa del Carmine (16. Jahrhundert, enthält eine Skulptur von Bartolomé Ordóñez).
Die Casa Repetti befindet sich an der Via Santa Maria. Es ist ein Steinhaus aus Carrara-Marmor, errichtet mit drei Stockwerken und drei Fensterreihen mit Säulen im Genueser Stil aus dem Ende des 13. bzw. Anfang des 14. Jahrhunderts. An verschiedenen Bausteinen der Fassade befinden sich geometrische Reliefs von Tieren und Pflanzen. In der Casa Repetti soll Petrarca gewohnt haben und es war die erste Stadthalle von Carrara. Der Historiker und Naturwissenschaftler Emanuele Repetti lebte hier im späten 18. Jahrhundert.
Die Accademia di Belle Arti in Carrara umfasst das Kastell und den Palast der Cybo. Das Kastell entstand im 13. Jahrhundert. Es war nicht nur militärisch genutzt, sondern auch als Residenz der Fürstbischöfe. Es wurde im Jahr 1920 durch ein Erdbeben zerstört und wiederhergestellt. Die Akademie beherbergt heute eine Bibliothek, Vortragsräume, Gipsmodelle und Originalskulpturen für das Kunststudium der Studenten.
An der Ecke der Via Verdi befindet sich ein Marmorbau aus den frühen 1930er Jahren, der frühere Sitz der Gioventù Italiana del Littorio („Italienische Jugend des Littorio“), der nach dem Ende des italienischen Faschismus in eine Schule umgewandelt wurde.
In der Stadt des Carrara-Marmors befinden sich zahlreiche Skulpturen, die Bildhaftes aus der Vergangenheit Italiens darstellen, wie beispielsweise Statuen von Garibaldi und Giuseppe Mazzini sowie das dem Anarchisten Alberto Meschi gewidmete Denkmal, aber auch zahlreiche Kunstobjekte der Moderne.
Neben der Akademie gibt es eine Ausbildungsstätte für Steinmetzen und handwerkliche Steinbildhauer, die einzige, die vom italienischen Staat und nicht von der italienischen Provinz finanziert wird. Ferner gibt es ein Museum, das sich mit der Gewinnung von Carrara-Marmor befasst. In zahlreichen kleinen Ateliers an den Straßen der Stadt arbeiten Steinbildhauer aus aller Welt und am Rand der Stadt befinden sich zahlreiche Steinindustriefirmen, die nicht nur Carrara-Marmor verarbeiten, sondern auch Natursteine aus aller Welt.
Sehenswert ist auch der Friedhof von Carrara, auf dem sich zahlreiche Grabmäler befinden, die von dem Schicksal der Steinbrucharbeiter berichten. Die früher im Straßenbild von Carrara nicht wegzudenkenden LKW, die Rohblöcke aus den Bergen zu den steinverarbeitenden Betrieben von Carrara und Massa transportierten, dürfen mittlerweile nicht mehr durch die Innenstadt fahren.
Auffällig ist, dass in Carrara Marmor auch als Material zum Alltagsgebrauch, etwa für Bordsteinkanten, Sitzbänke oder Pflanzenbehälter benutzt wird.

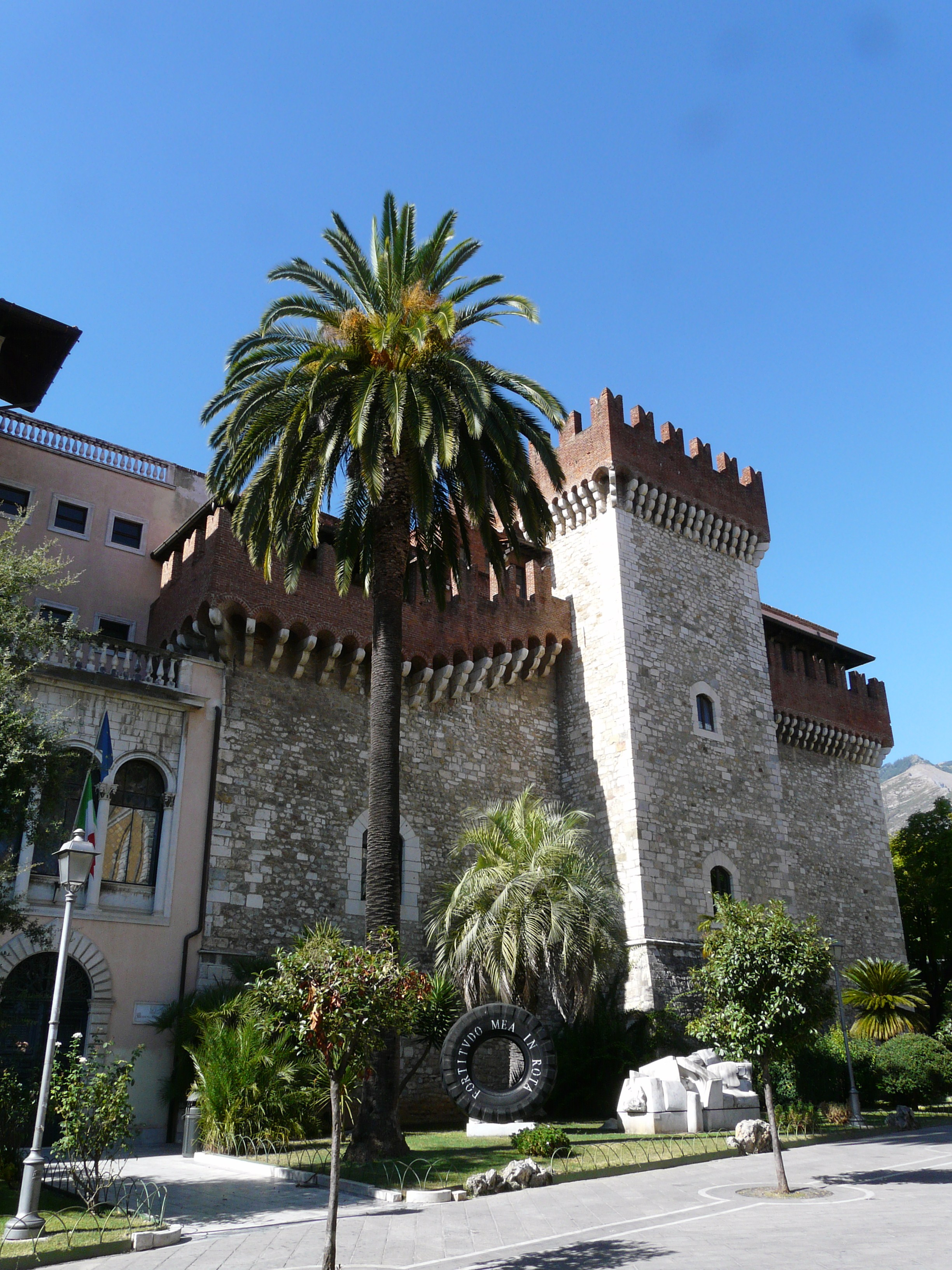
Kastell der Accademia di Belle Arti
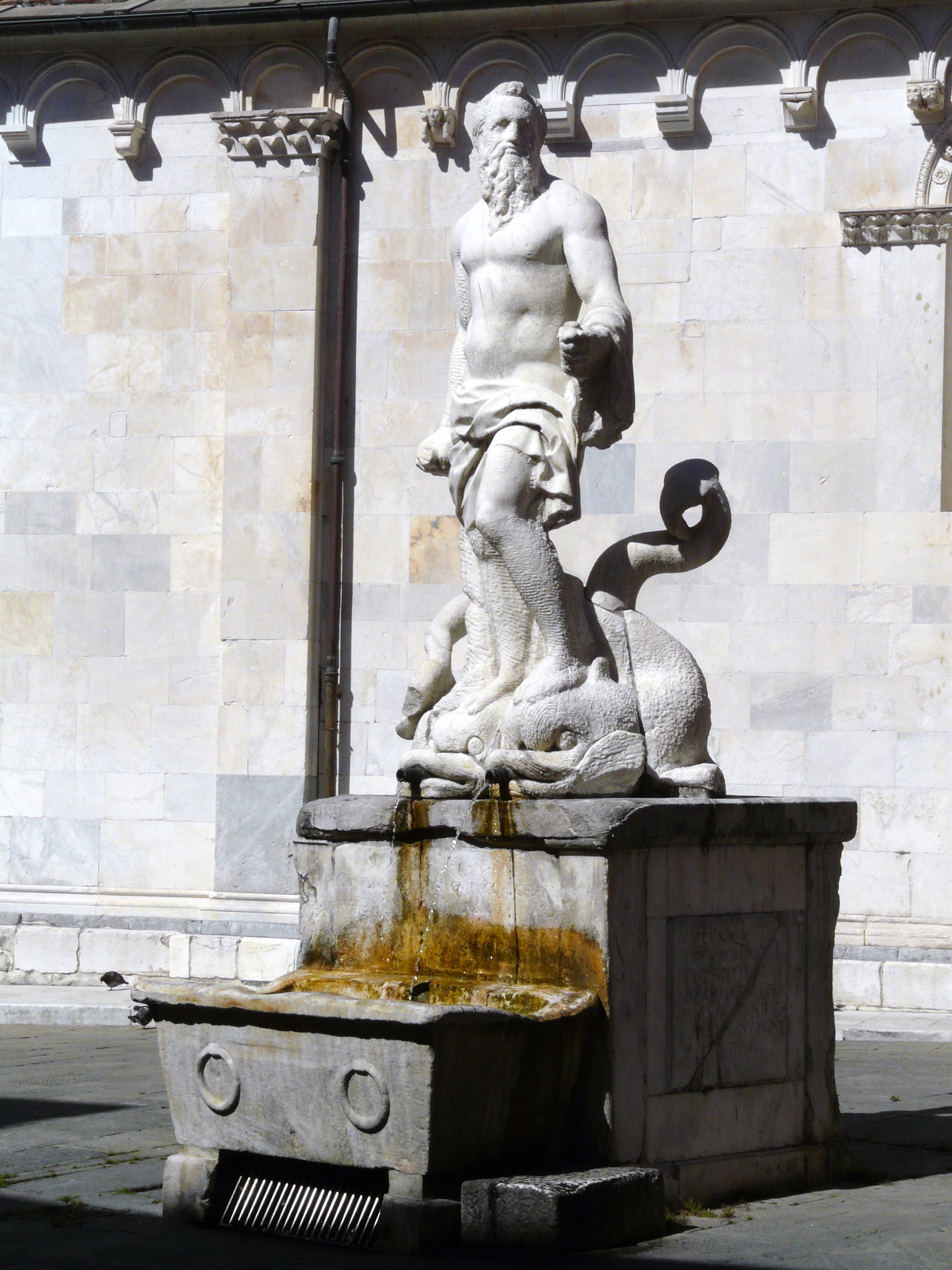
Monumento "Gigante" von Baccio Bandinelli für Andrea Doria
Denkmal für die verunglückten Steinbrucharbeiter in Carrara
Marmorsäule und Kugel in Carrara
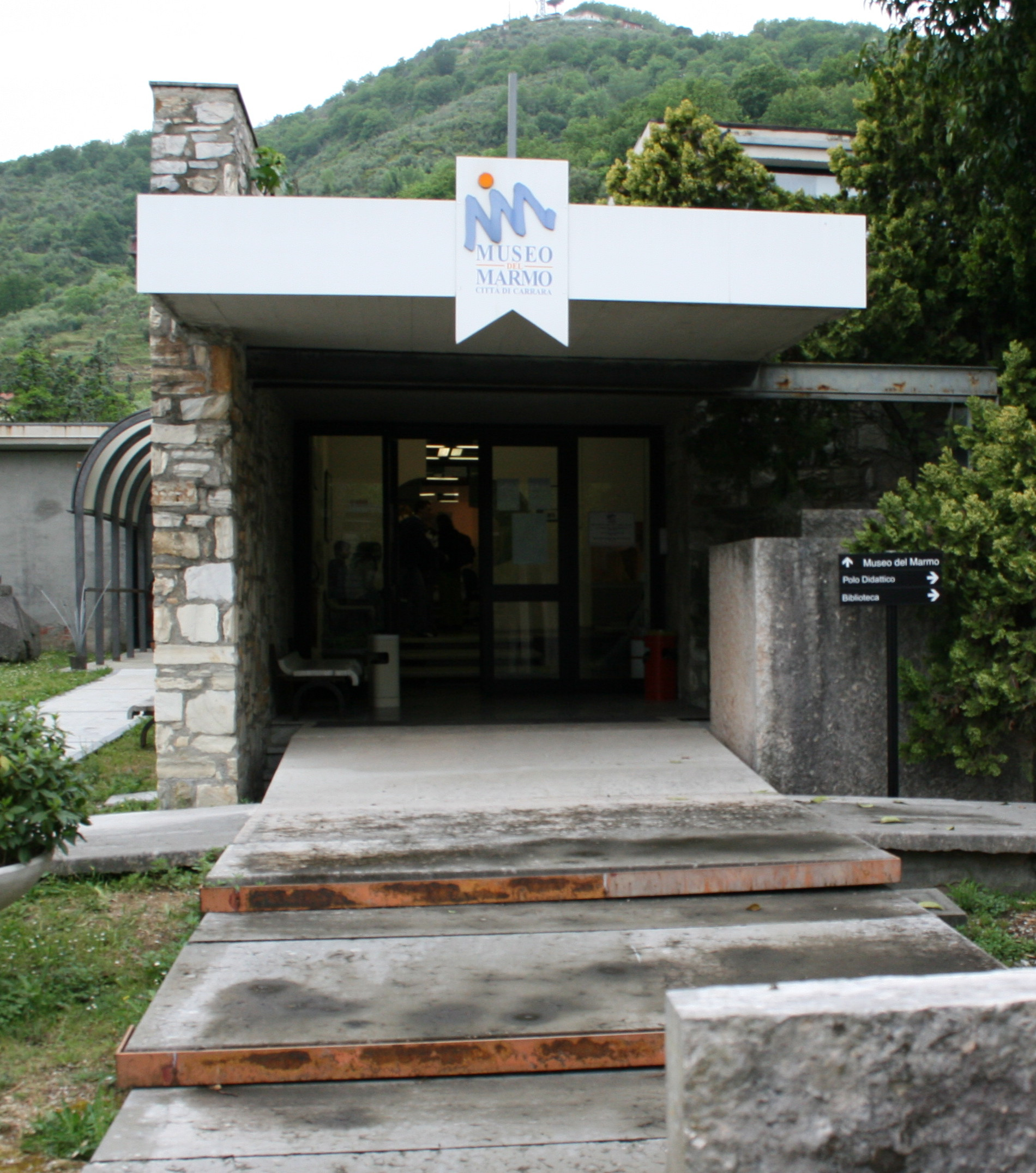
Marmormuseum in Carrara
Marmorskulptur eines Cadillac von SGF Workshop, ausgestellt im Rahmen der Marble Weeks 2015
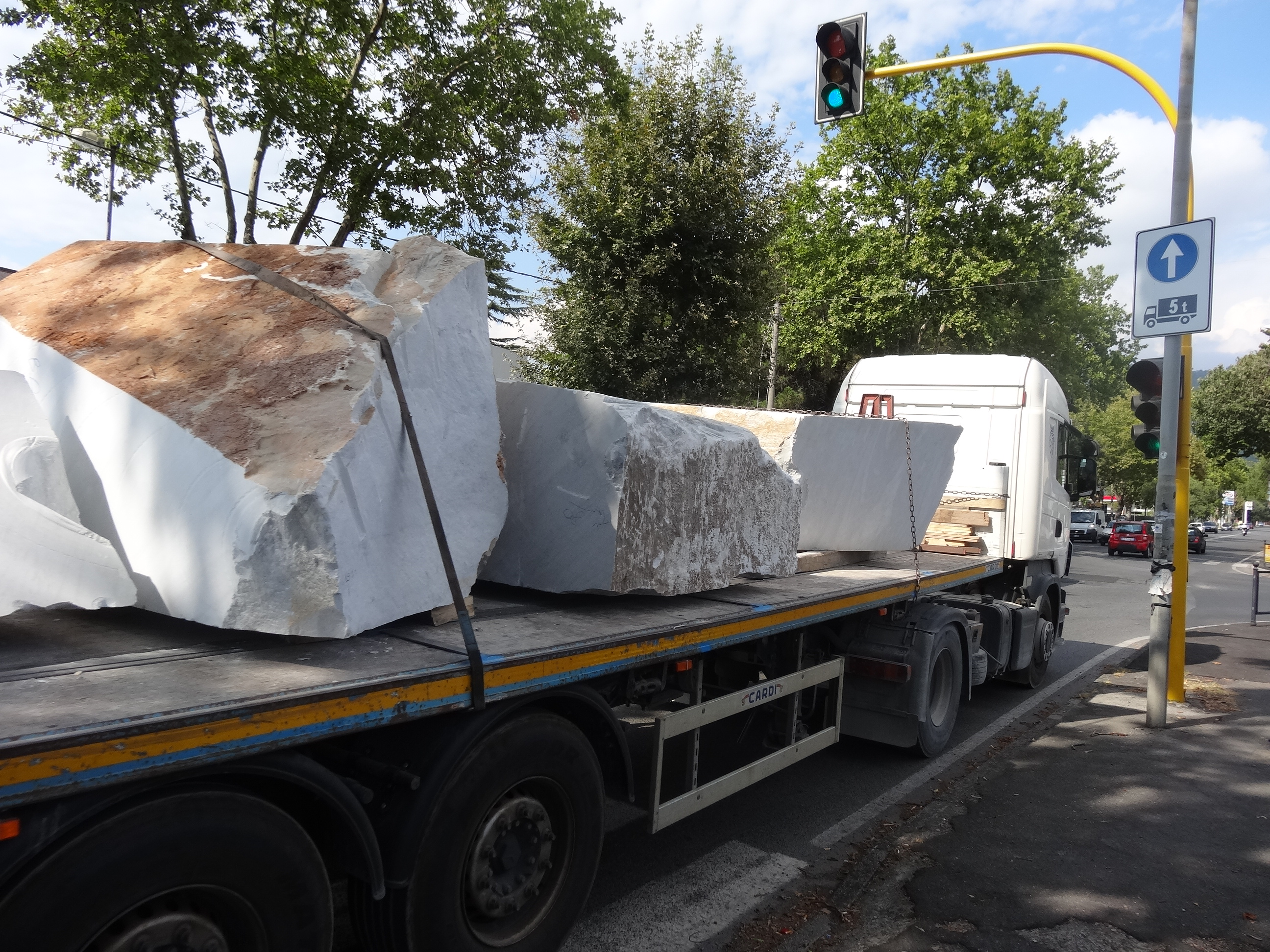
Marmor-Transport in Carrara
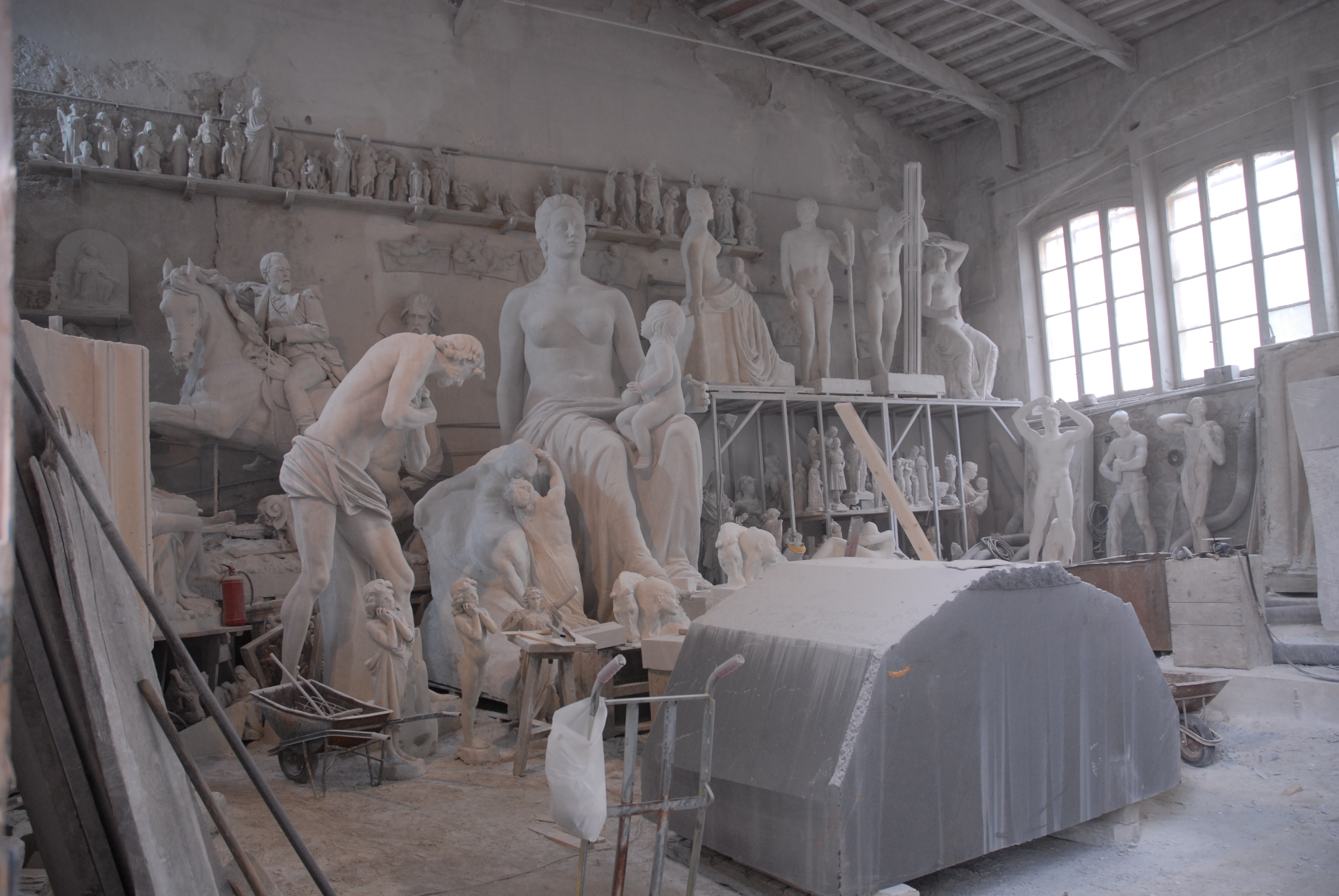
Eine der vielen künstlerischen Marmorwerkstätten

## Bildhauer in Carrara
In Carrara haben zahlreiche bekannte internationale Bildhauer wie Henry Moore, Jean Arp und italienische wie Giuliano Vangi, Arturo Martini und Arturo Dazzi gearbeitet.

## Sport
Der örtliche Fußballverein Carrarese Calcio spielt derzeit in der viertklassigen Lega Pro Seconda Divisione.

## Verkehr
- Der Ort ist über die Anschlussstelle Carrara an die Autobahn A12 angeschlossen.
- Durch den Ort verläuft die Via Aurelia, die heutige Staatsstraße 1.
- Carrara liegt am historischen Streckenverlauf der Via Francigena zwischen den Stationen XXVIII (Luna/Luni) und XXVII (Campmaior/Pieve di Camaiore, Gemeindegebiet des heutigen Camaiore)
- Der Haltepunkt Carrara-Avenza liegt an der Bahnstrecke Pisa–Genua.

## Städtepartnerschaften
- Ingolstadt
- Grasse
- Opole
- Jerewan
- Kragujevac

## Söhne und Töchter der Stadt

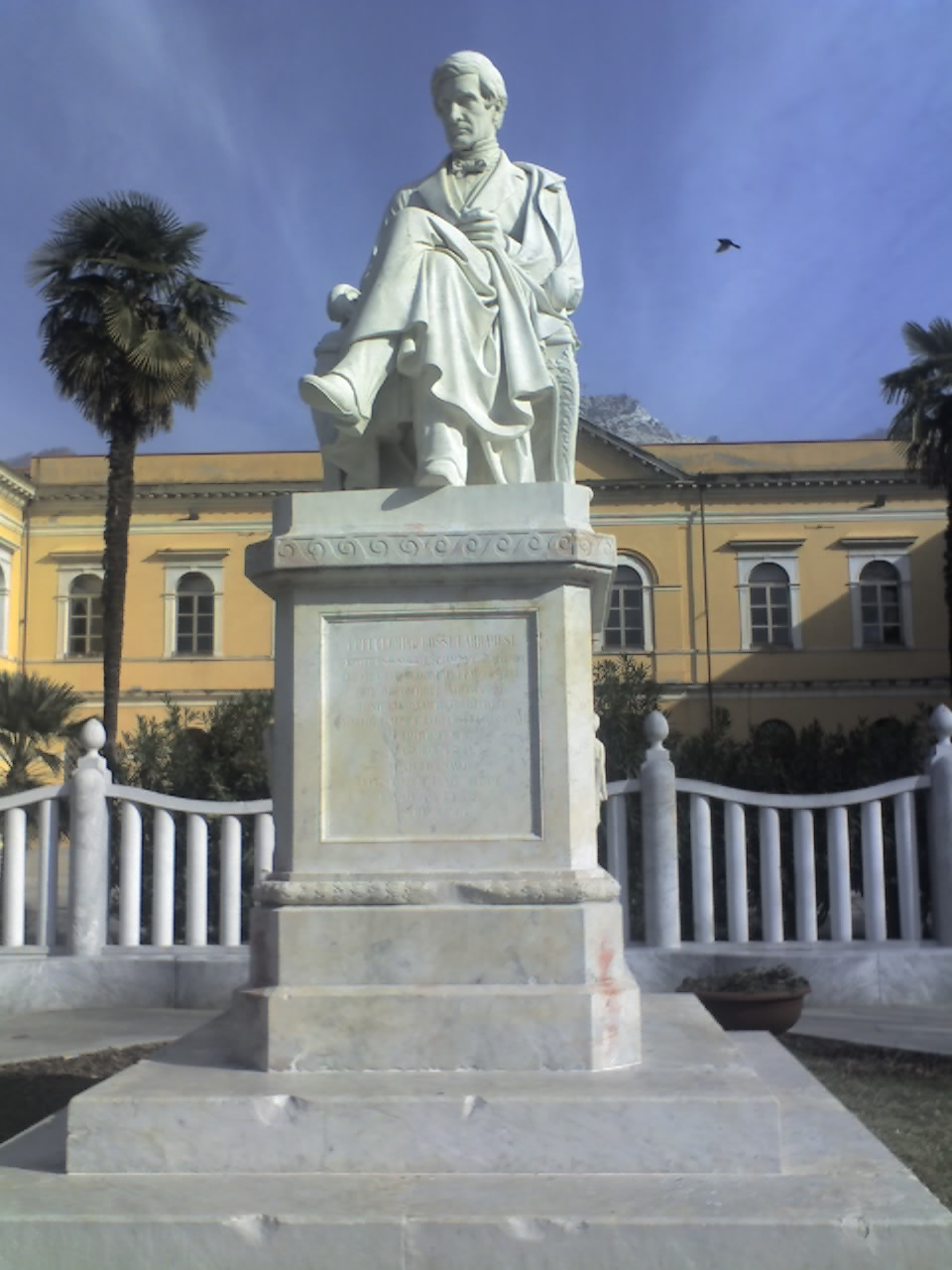
Denkmal für Pellegrino Rossi, 1876 aufgestellt, 1854 von Pietro Tenerani

- Pietro Tacca (1577–1640), Architekt, Bildhauer und Bronzegießer
- Domenico Guidi (1625–1701), Bildhauer
- Giovanni Baratta (1670–1747), Bildhauer
- Giuseppe Pisani (1757–1839), Bildhauer
- Emanuele Repetti (1776–1852), Historiker und Naturwissenschaftler
- Pellegrino Rossi (1787–1848), Diplomat und Politiker
- Pietro Tenerani (1789–1869), Bildhauer
- Nicolas Bernard Raggi (1790–1862), Bildhauer
- Benedetto Cacciatori (1794–1871), Bildhauer
- Luigi Bienaimé (1795–1878), Bildhauer
- Francesco Sanguinetti (1800 oder 1804–1870), Bildhauer
- Carlo Chelli (1807–1877), Bildhauer
- Ceccardo Egidio Fucigna (1834–1884), italienisch-britischer Bildhauer
- Enrico Del Debbio (1881–1973), Architekt
- Gino Lucetti (1900–1943), Anarchist
- Bruno Venturini (1911–1991), Fußballtorwart
- Luciano Lattanzi (1925–2011), Autor und Bildhauer
- Luciano Federici (1938–2020), Fußballspieler
- Gabriella Giorgelli (* 1941), Filmschauspielerin
- Giorgio Chinaglia (1947–2012), Fußballspieler
- Guendalina Buffon (* 1973), Volleyballspielerin
- Cristiano Zanetti (* 1977), Fußballspieler
- Gianluigi Buffon (* 1978), Fußballtorwart
- Francesco Gabbani (* 1982), Musiker und Komponist
- Claudio Grassi (* 1985), Tennisspieler
- Lorenzo Lollo (* 1990), Fußballspieler
- Federico Bernardeschi (* 1994), Fußballspieler
- Filippo Maria Fanti, Künstlername Irama (* 1995), Popsänger
- Emmanuel Ihemeje (* 1998), Dreispringer
- Lorenzo Musetti (* 2002), Tennisspieler